# Philippe de Coullemont de Waterleet
Philippe de Coullemont de Waterleet (Bergen, 9 juni 1754 - Brussel, 21 januari 1834) was een Zuid-Nederlands edelman.

## Geschiedenis
Joseph-Ignace de Coullemont werd in 1756 door keizerin Maria Theresia in de adel verheven met de titel baron, overdraagbaar bij eerstgeboorte.
Hij was heer van Ailly en van Tupigny.

## Levensloop
Philippe Joseph Antoine de Coullemont de Waterleet was een zoon van de hierboven gemelde Joseph-Ignace en van Marie-Antoinette de Rhonnay, vrouwe van Waterleet.
Hij was de laatste heer van Ailly, Tupigny, Waterleet en Legre. Hij trouwde in 1786 in Staden met Marie-Anne de Carnin (1749-1834), dochter van Jean-François de Carnin, graaf van Staden, baron van Slijpe en van Male, heer van Rozebeke, en van Charlotte le Poyvre, dame van Vinderhoute, Merendree en Belsele. Zij was een zus van Jean-Charles de Carnin de Staden en had twee zussen, de ene getrouwd met Karel-Aeneas de Croeser en de andere met Joseph van Huerne. 
Ze hadden vier zoons, die ongetrouwd bleven:
- Jean de Coullemont (1787-1812), die als novice bij de jezuïeten stierf in Potocki (Wit-Rusland).
- François de Coullemont (1788-1844) die als lid van de keizerlijke wacht sneuvelde in Diramstein (Palatinaat).
- Louis de Coullemont (1790-1840).
- Charles de Coullemont (1792-1876), burgemeester van Sint-Ulriks-Kapelle.

De familie doofde uit bij de dood van Charles de Coullemont.